# Joel Lundqvist
Joel Per Lundqvist (* 2. März 1982 in Åre) ist ein ehemaliger schwedischer Eishockeyspieler, der den Großteil seiner aktiven Karriere zwischen 1999 und 2023 beim Frölunda HC aus der Svenska Hockeyligan (SHL) auf der Position des Centers bestritten hat. Zwischenzeitlich war Lundqvist, der mit der schwedischen Nationalmannschaft dreimal Weltmeister wurde, zwischen 2006 und 2009 für die Dallas Stars in der National Hockey League (NHL) aktiv. Lundqvists Zwillingsbruder Henrik war ebenfalls professioneller Eishockeyspieler und während seiner aktiven Zeit einer der besten Torhüter weltweit.

## Karriere

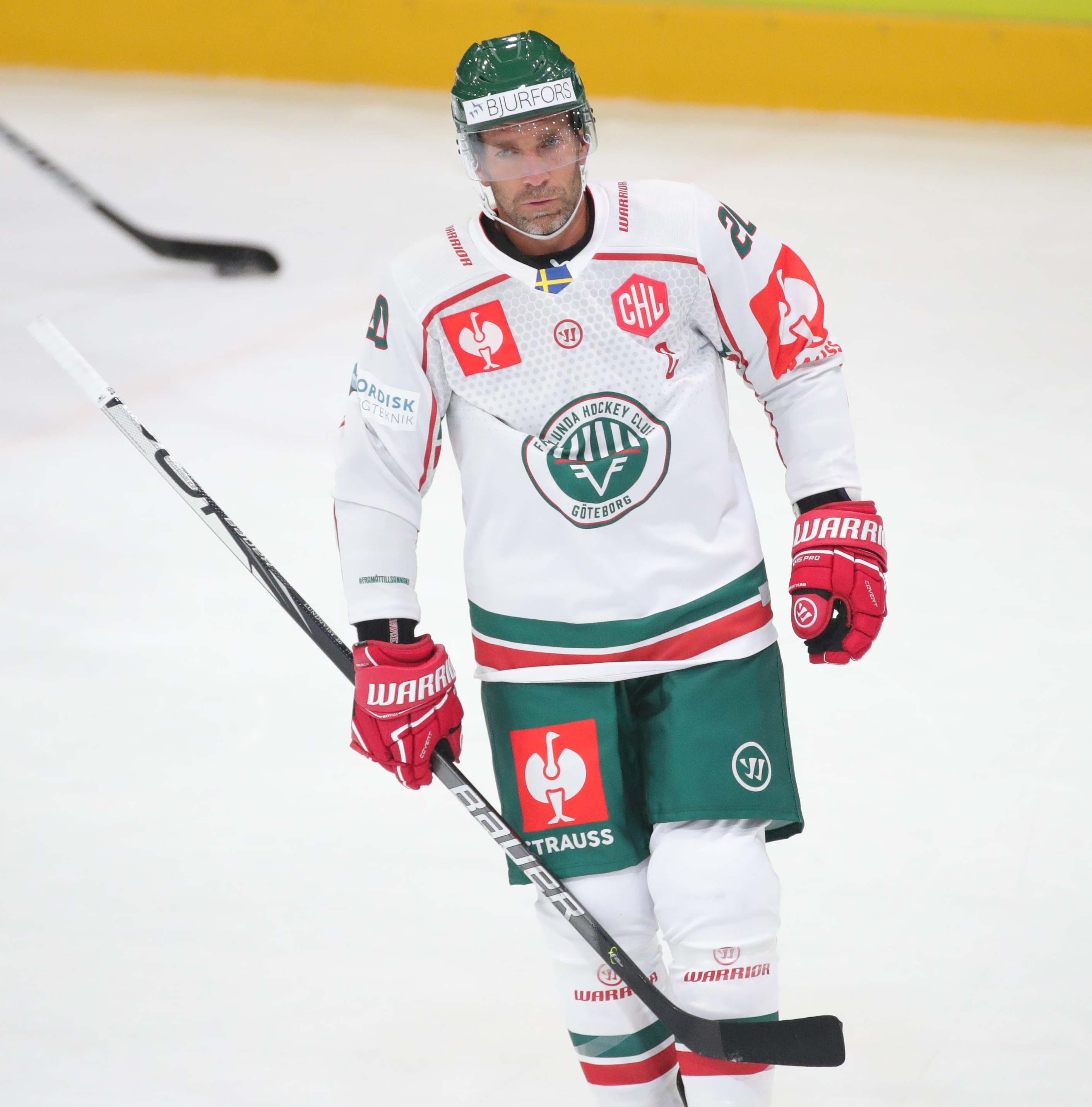
Lundqvist im Trikot des Frölunda HC (2022)

Joel Lundqvist begann seine Karriere 1997 bei den Junioren von Rögle BK. Im Jahr darauf wechselte er zum Frölunda HC nach Göteborg. Dort durchlief er alle Jugendabteilung und zeigte gute Qualitäten als Scorer. Im NHL Entry Draft 2000 wurde er von den Dallas Stars in der dritten Runde an Position 68 ausgewählt. Im selben Jahr gewann er die Bronzemedaille mit dem schwedischen U20-Juniorennationalteam bei der U18-Junioren-Weltmeisterschaft. In der Saison 2000/01 kam Lundqvist zu seinen ersten Einsätzen bei den Profis von Frölunda in der Elitserien. Ab der Saison 2001/02 gehörte er zum Stammkader des Teams. Dort entwickelte er sich zu einem soliden Scorer und auch zu einem Spieler, der das harte Spiel nicht scheut. So kassierte er in der Spielzeit 2002/03 113 Strafminuten. 2003 und 2005 konnte er mit dem Team die schwedische Meisterschaft in Form des Le-Mat-Pokals feiern.
Im Frühjahr 2006 wurde er mit dem schwedischen Nationalteam Weltmeister und erhielt wenig später seinen ersten Vertrag in der National Hockey League (NHL) bei den Dallas Stars. Zu Beginn der Saison 2006/07 wurde er erstmal zum Farmteam von Dallas, den Iowa Stars in die American Hockey League, geschickt. Dort konnte er überzeugen und gehörte zu den besten Spielern des Teams, sodass er Anfang Dezember 2006 zum ersten Mal in den NHL-Kader berufen wurde. Im Laufe der Saison kehrte er zwar noch einige Male in die AHL zurück, doch konnte er in der Checking Line der Dallas Stars überzeugen, sodass sein Vertrag um zwei Jahre verlängert wurde.
Zur Saison 2009/10 kehrte er nach Schweden zurück und unterschrieb erneut beim Frölunda HC. Im Jahr 2016 gewann er mit dem Verein die schwedische Meisterschaft sowie die Champions Hockey League (CHL). Im folgenden Jahr wurde der CHL-Titel verteidigt und Lundqvist als bester Spieler der CHL-Saison 2016/17 ausgezeichnet. Bei der Weltmeisterschaft 2013 in Stockholm und Helsinki war er erneut Teil der Herren-Nationalmannschaft und gewann mit dieser die Goldmedaille; ebenso wie 2017, als er die Mannschaft als Kapitän anführte.
Nach der Saison 2022/23 beendete der 41-Jährige seine aktive Karriere.

## Erfolge und Auszeichnungen
| - 2000 Schwedischer U20-Juniorenmeister mit dem Frölunda HC - 2003 Schwedischer Meister mit dem Frölunda HC - 2005 Schwedischer Meister mit dem Frölunda HC - 2006 Schwedischer Vizemeister mit dem Frölunda HC - 2007 Teilnahme am AHL All-Star Classic - 2016 Champions-Hockey-League-Gewinn mit dem Frölunda HC - 2016 Schwedischer Meister mit dem Frölunda HC | - 2017 Champions-Hockey-League-Gewinn mit dem Frölunda HC - 2017 Wertvollster Spieler der Champions Hockey League - 2019 Champions-Hockey-League-Gewinn mit dem Frölunda HC - 2019 Schwedischer Meister mit dem Frölunda HC - 2019 Peter Forsberg Trophy - 2020 Champions-Hockey-League-Gewinn mit dem Frölunda HC |

### International
| - 2000 Bronzemedaille bei der U18-Junioren-Weltmeisterschaft - 2006 Goldmedaille bei der Weltmeisterschaft - 2009 Bronzemedaille bei der Weltmeisterschaft | - 2013 Goldmedaille bei der Weltmeisterschaft - 2014 Bronzemedaille bei der Weltmeisterschaft - 2017 Goldmedaille bei der Weltmeisterschaft |

## Karrierestatistik

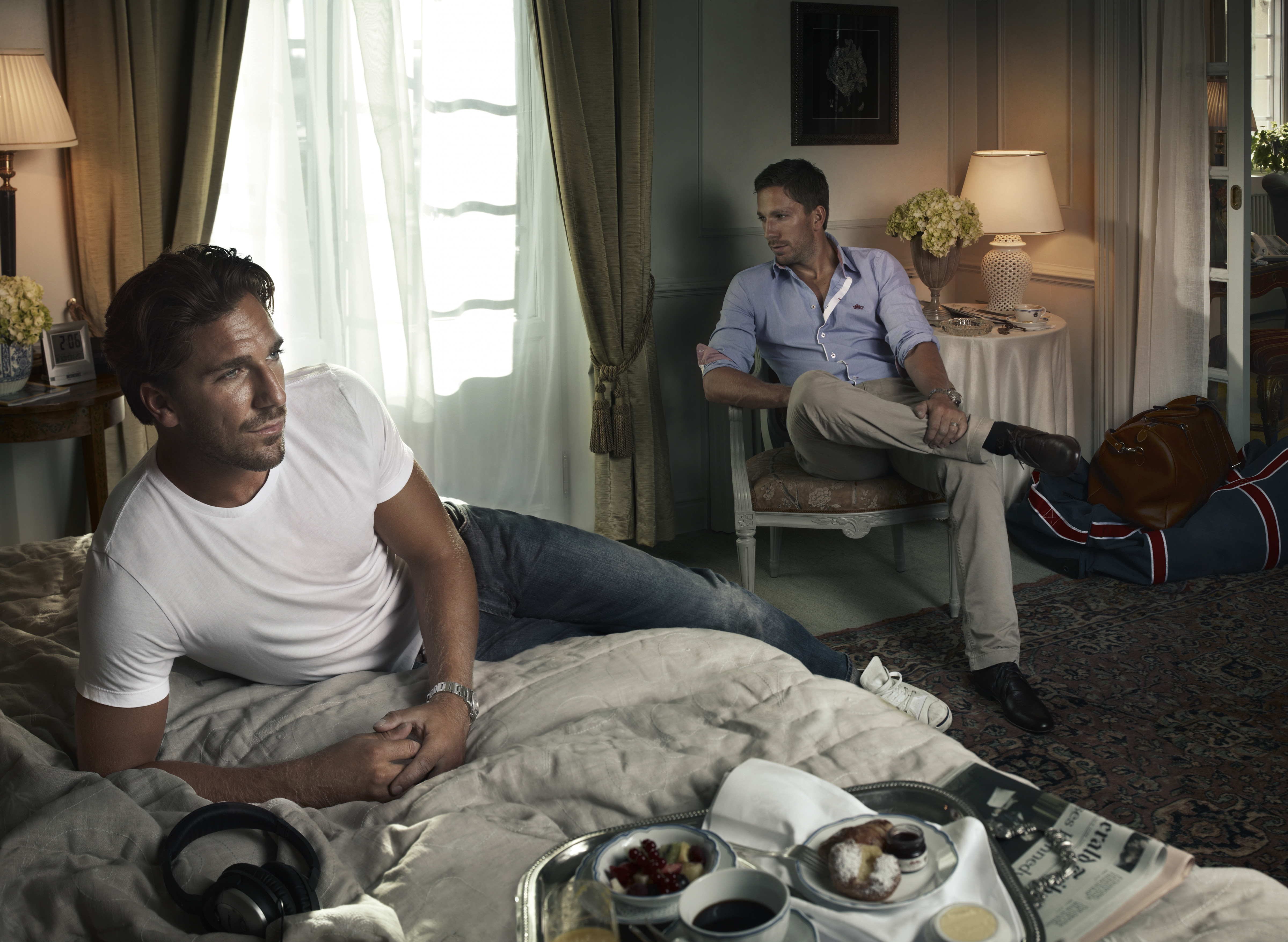
Lundqvist (rechts) mit seinem Zwillingsbruder Henrik (2009)

### International
Vertrat Schweden bei:
| - U18-Junioren-Weltmeisterschaft 2000 - U20-Junioren-Weltmeisterschaft 2002 - Weltmeisterschaft 2006 - Weltmeisterschaft 2009 - Weltmeisterschaft 2012 | - Weltmeisterschaft 2013 - Weltmeisterschaft 2014 - Weltmeisterschaft 2015 - Weltmeisterschaft 2017 - Olympischen Winterspielen 2018 |

(Legende zur Spielerstatistik: Sp oder GP = absolvierte Spiele; T oder G = erzielte Tore; V oder A = erzielte Assists; Pkt oder Pts = erzielte Scorerpunkte; SM oder PIM = erhaltene Strafminuten; +/− = Plus/Minus-Bilanz; PP = erzielte Überzahltore; SH = erzielte Unterzahltore; GW = erzielte Siegtore; 1 Play-downs/Relegation; Kursiv: Statistik nicht vollständig)